# Блэкуэлл, Андреа
Андре́а Джилл Блэ́куэлл (англ. Andrea Jill Blackwell, 23 ноября 1962, Калгари, Канада) — канадская баскетболистка. Участница летних Олимпийских игр 1984 и 1992 годов, бронзовый призёр чемпионата мира 1986 года, бронзовый призёр Панамериканских игр 1987 года.

## Биография
Андреа Блэкуэлл родилась 23 ноября 1962 года в канадском городе Калгари.
В 1979—1984 годах играла в баскетбол за университет Бишопс из Шербрука. Пять раз в её составе выигрывала титул лучшей университетской команды Квебека, дважды играла на национальном уровне. В дальнейшем выступала в Италии, Бельгии, Греции.
В течение 17 лет играла за женскую сборную Канады.
В 1984 году вошла в состав женской сборной Канады по баскетболу на летних Олимпийских играх в Лос-Анджелесе, занявшей 4-е место. Провела 6 матчей, набрала 53 очка (13 — в матче со сборной Югославии, 15 — с Китаем, 12 — с Австралией, 8 — с США, 5 — с Южной Кореей).
В 1986 году стала бронзовым призёром чемпионата мира в Москве.
В 1987 году завоевала бронзовую медаль баскетбольного турнира Панамериканских игр в Индианаполисе.
В 1992 году вошла в состав женской сборной Канады по баскетболу на летних Олимпийских играх в Барселоне, занявшей 11-е место. Провела 7 матчей, набрала 48 очков (по 11 — в матчах со сборными Бразилии и ДР Конго, 10 — с Южной Кореей, 6 — с Китаем, по 4 — с Италией и Россией, 2 — с Японией).
В 1984—1991 годах параллельно игровой карьере была тренером команды университета Бишопс, дважды выигрывала с ней титул лучшей университетской команды Квебека, трижды выступала на национальном уровне. В 1991 году получила награду лучшему тренеру.

## Увековечение
В 1984 году увековечена на Стене спортивной славы университета Бишопс.